# Джиро дель Трентино-Альто-Адидже — Южный Тироль
Джиро дель Трентино-Альто-Адидже — Южный Тироль (итал. Giro del Trentino Alto Adige - Südtirol) — шоссейная многодневная, реже однодневная велогонка, проходившая по территории Италии с 1994 по 2017 год.

## История
Гонка была создана в 1994 году, а её дебютное издание прошло как однодневная гонка. Со следующего 1995 года она стала многодневной. А ещё через год, в 1996, вошла в Женский мировой шоссейный календарь UCI. В 2012 году из-за экономических проблем был отменён один из этапов, а в 2014, 2015 и 2017 годах по той же причине была вынуждена пройти как однодневная гонка. В 2016 году удалось провести как многодневную.
Маршрут гонки проходил в области Трентино-Альто-Адидже. В первые годы он состоял из пролога и 5-6 этапов. С 2000 года в основном состоял из 2-3 этапов (в 2005 году было 5 этапов), а с 2012 сократилась до одного полноценного этапа и двух полуэтапов. В ряде изданий один из полуэтапов/этапов проводился в формате индивидуальной гонки. Протяжённость этапов была в широком диапазоне от 60 до 130 км. Протяжённость однодневных гонок составляла в районе 100 км.
Рекордсменкой с пятью победами стала итальянка Фабиана Луперини.

## Призёры
| Год  | Победитель           | Второй                  | Третий                |
| ---- | -------------------- | ----------------------- | --------------------- |
| 1994 | Имельда Кьяппа       | Роберта Бонаноми        | Фабиана Луперини      |
| 1995 | Фабиана Луперини     | Роберта Бонаноми        | Сигрид Корнео         |
| 1996 | Фабиана Луперини     | Алессандра Каппеллотто  | Вера Холфельд         |
| 1997 | Пиа Сандстедт        | Фабиана Луперини        | Барбара Хееб          |
| 1998 | Моника Бандини       | Фабиана Луперини        | Жоан Сомарриба        |
| 1999 | Фабиана Луперини     | Светлана Бубненкова     | Пиа Сандстедт         |
| 2000 | Пиа Сандстедт        | Фабиана Луперини        | Светлана Бубненкова   |
| 2001 | Зинаида Стагурская   | Фабиана Луперини        | Розалиса Лапомарда    |
| 2002 | Фабиана Луперини     | Николь Брендли          | Зинаида Стагурская    |
| 2003 | Луиза Таманини       | Сюзанн Юнгског          | Йоланта Поликевичюте  |
| 2004 | Тина Либих           | Зинаида Стагурская      | Модеста Вжесняускайте |
| 2005 | Светлана Бубненкова  | Николь Брендли          | Юдит Арндт            |
| 2006 | Светлана Бубненкова  | Николь Брендли          | Эдита Пучинскайте     |
| 2007 | Эдита Пучинскайте    | Фабиана Луперини        | Трикси Воррак         |
| 2008 | Фабиана Луперини     | Мара Эбботт             | Клаудия Хойслер       |
| 2009 | Николь Кук           | Карла Райан             | Светлана Бубненкова   |
| 2010 | Эмма Пули            | Юдит Арндт              | Клаудия Хойслер       |
| 2011 | Юдит Арндт           | Эмма Юханссон           | Татьяна Гудерцо       |
| 2012 | Линда Виллумсен      | Ольга Забелинская       | Эмма Пули             |
| 2013 | Эвелин Стивенс       | Татьяна Гудерцо         | Татьяна Антошина      |
| 2014 | Валентина Скандолара | Джорджа Бронцини        | Росселла Ратто        |
| 2015 | Аманда Спратт        | Анна Зита Мария Стрикер | Лара Вичели           |
| 2016 | Катажина Невядома    | Клаудия Лихтенберг      | Сорайя Паладин        |
| 2017 | Никола Носкова       | Анна Нильссон           | Сина Фрай             |